# MoviX
MoviX ist eine Sammlung von drei minimalistischen Linux-Distributionen, welche sich als Live-Systeme direkt von CD/DVD starten lassen und ähnlich einem DVD-Spieler auf das Abspielen von Filmen und anderen multimedialen Inhalten spezialisiert sind. Alle drei Varianten setzen dabei auf die Multimediasoftware MPlayer und laufen nach dem Start in einer RAM-Disk des Rechners, so dass das Bootmedium entfernt und beispielsweise gegen eine DVD-Video ausgetauscht werden kann. Das eigentliche MoviX ist eine kleine, wahlweise auch installierbare, kommandozeilenbasierte Multimediadistribution. MoviX² ist dem sehr ähnlich, hat aber eine grafische Benutzeroberfläche. Die eMoviX genannte Variante befindet sich zusammen mit dem abzuspielenden Inhalten auf CD oder DVD und startet direkt nach dem Einschalten des Computers den Abspielvorgang.

## Geschichte
Der MoviX-Entwickler Roberto De Leo suchte im Jahr 2002 nach einer Mini-Linux-Distribution, welche nur darauf ausgerichtet ist, multimediale Inhalte auf einem beliebigen Rechner ohne vorherige Softwareinstallation abzuspielen. Es gab zwar bereits eine Reihe funktionsreicher Live-Distributionen wie Knoppix, jedoch fand er keine Mini-Live-Distribution nur für einen Zweck, weshalb er beschloss, in Form von MoviX selbst eine zu erstellen.
Die erste MoviX-Version mit der Nummer 0.2 veröffentlichte Roberto De Leo im September 2002. Damit war es eines der ersten Softwarepakete dieser Art im Bereich freier Software. In rascher Folge wurden neue verbesserte Versionen der Distribution veröffentlicht bis zur bislang letzten Version der ursprünglichen MoviX-Distribution im März 2004 mit der Versionsnummer 0.8.1.
Um auch zum Abspielen eine grafische Benutzeroberfläche anzubieten, wurde MoviX² entwickelt. Die erste Version wurde kurz nach der Kommandozeilenvariante am 10. Oktober 2002 veröffentlicht. Die aktuelle Ausgabe von MoviX² Version 0.3.1rc1 wurde am 17. Juli 2004 freigegeben. Die bislang letzte Version der dritten Variante eMoviX wurde mit Version 0.9 im Juni 2005 veröffentlicht.

## Aufbau und Eigenschaften
MoviX baut in allen seinen Varianten auf der Linux-Distribution Slackware auf, welche um alle Funktionen und Softwarepakete bis auf die zur Wiedergabe multimedialer Inhalte reduziert und durch eigene Anpassungen für diesen Zweck speziell optimiert wurde. Es kann als Live-Systeme direkt von CD/DVD starten (sogenanntes bootfähiges Medium) und Filme und andere multimediale Inhalte direkt abspielen. Es ist somit von seiner Funktion einem DVD-Spieler ähnlich und lässt sich wie dieser auch per Fernbedienung steuern, sofern der Computer über eine per LIRC ansprechbare Schnittstelle verfügt.
Die Medien können nach dem Start ohne das Boot-Medium abgespielt werden, sodass ein weiterer Mediendatenträger eingelegt werden kann. Das funktioniert, weil sich das gesamte Betriebssystem samt Abspielsoftware bereits vollständig im Arbeitsspeicher in einer RAM-Disk befindet. Die zum Abspielen der Multimedia-Dateien zentrale Anwendungssoftware der etwa 28 MB großen Kommandozeilenvariante MoviX ist das Kommandozeilenprogramm MPlayer, welches alle gängigen Multimediadateiformate wiedergeben kann. MoviX verwendet dabei zur Wiedergabe von Filmen keine grafische Oberfläche, wie das unter Linux gängige X Window System, sondern gibt diese direkt über den sogenannten Framebuffer auf dem Bildschirm aus. Daneben kann MoviX auch Bilder mithilfe des Programms fbi darstellen. Andere wichtige verwendete Programme und Bibliotheken sind SYSLINUX als Bootloader, der Linux-Kernel in der Versionsreihe 2.4, das Soundkartentreibersystem ALSA, die Fernbedienungstreibersoftware LIRC und die Kommandozeilenprogramme von BusyBox.
Im Gegensatz zu MoviX startet die Variante MoviX² einen grafischen X-Server und verwendet zum Abspielen gmplayer, ein grafisches Frontend für den Mplayer, verwendet aber ansonsten dieselben Softwarepakete wie MoviX. Aufgrund der grafischen Oberfläche ist MoviX² mit ungefähr 50 MB etwas größer.
Die zur direkten Installation auf einer Multimedia-CD/DVD gedachte Variante eMoviX ist nur 8 MB groß und spielt mit Hilfe von MPlayer die auf den Datenträger enthaltenen Dateien nach dem Start des Rechners automatisch ab – unabhängig von der auf dem Rechner sonst installierten Software einschließlich des Betriebssystems. Bei eMoviX kann jederzeit die CD/DVD ausgeworfen werden und eine andere mit entsprechenden Inhalten abgespielt werden. Jedoch können nicht, wie bei MoviX, auch die Inhalte der PC-Festplatte abgespielt werden.

## Weiterentwicklungen
Mittels verschiedener externer Entwicklungen ist es möglich, speziell angepasste und konfigurierte MoviX-Distribution über einfache grafische Hilfsprogramme unter Linux beziehungsweise Unix zu erstellen. So können eMovix-Datenträger mit K3b, einer unter Linux und Unixderivaten sehr häufig eingesetzten Brennsoftware von KDE, direkt gebrannt werden. Mithilfe des Perlprogramms MoviXMaker ist es ebenfalls möglich sich eine angepasste MoviX-Distribution zu erstellen.
Auch für Microsoft Windows gibt es zum einen direkt vom Movix-Projekt das eMoviX win32 Setup und von dritter Seite den MovixISOCreator um Movix-Datenträger einfach zu erstellen.
Daneben haben Projekte wie Geexbox die Idee von MoviX weiterentwickelt. GeeXboX hat jedoch etwas höhere RAM-Anforderungen als die Varianten MoviX und eMoviX.